# Zamek joannitów w Słońsku
Zamek joannitów w Słońsku – zamek rycerski znajdujący się w dawnym mieście Słońsk, w gminie Słońsk, w powiecie sulęcińskim, w województwie lubuskim. Położony nad Łęczą. Obecnie w stanie ruiny. Mieści się przy Placu Zamkowym.

## Historia

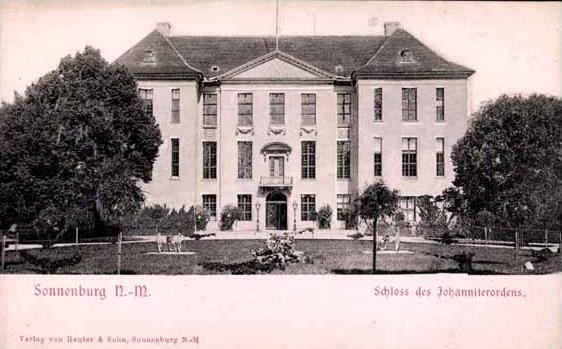
Zamek na archiwalnej fotografii

Początkowo w tym miejscu znajdował się wybudowany w XIV wieku niewielki dwór rycerski. Po przejściu majątku w ręce zakonu joannitów zbudowano tu zamek w latach 1426-1429. Był siedzibą komtura zakonnego. W zabudowie zamku zachowały się grube średniowieczne mury pierwotnego założenia. Pierwsza poważna rozbudowa miała miejsce w latach 1545−1564, za czasów mistrza Tomasza Runge. Zamek zyskał wtedy stylistykę renesansową. Ówczesny jego wygląd przedstawił Matthäus Merian na miedziorycie ukazując wschodnią i północną elewację. W 1652 został spalony przez Szwedów.
Budowę nowej barokowej rezydencji z wykorzystaniem starych murów zainicjował w 1662 mistrz zakonu joannitów książę Johann Moritz von Nassau i prowadził ją do 1688. Pałac zbudowano na wzór amsterdamskiego pałacu holenderskiego księcia, który zaprojektowali Jacob van Campen i Pieter Post. Budowę prowadziło dwóch mistrzów holenderskich – Cornelis Rykwaert i Gorus Peron, a pracę nadzorował książęcy doradca budowlany Jean de Bonjour. Założenie otrzymało plan kwadratu z budynkiem mieszkalnym we wschodniej części i dziedzińcem otoczonym niskim murem. Całość otoczono fosą, a na osi powstał ogród. Kolejna przebudowa pałacu miała miejsce w 1783.
W XIX wieku w zamku utworzono muzeum i archiwum zakonu joannitów.
Po 1945 r. w obiekcie funkcjonował dom kultury, lecz ok. 1970 r. został opuszczony, a w 1975 podpalony i od tego czasu pozostaje w ruinie.